# Інститут дослідження Голодомору
Інститут дослідження Голодомору Національного музею Голодомору-геноциду  — науковий підрозділ Національного музею Голодомору-геноциду, утворений 16 листопада 2018 року для наукових досліджень з історії Голодомору-геноциду української нації.
Від липня 2020 до 2022 року директором інституту працювала  Світлана Маркова.

## Науковий колектив
Станом на квітень 2021 в структурі інституту працювали два підрозділи: відділ історичних досліджень Голодомору-геноциду і відділ дослідження соціо-демографічних та правових аспектів Голодомору-геноциду. Працювало 23 фахівці з цієї тематики, серед яких 7 докторів та 11 кандидатів наук.
Серед співробітників інституту:
- психіатр, колишній дисидент Семен Глузман.
- Володимир Василенко — український правник-міжнародник, Надзвичайний і Повноважний Посол України, представник України в Раді ООН із прав людини.
- Наталя Романець із Дніпра, доктор історичних наук, доцент, вивчає тематику колективізації, розкуркулення.
- український історик, доктор історичних наук, професор, голова «Асоціації дослідників голодоморів» Василь Марочко.
- доктор наук, професор Дмитро Білий
- Андрій Іванець, який змушений був виїхати з Криму на початку війни.
- Інна Шугальова із Запоріжжя, безпосередня тематика її досліджень — це діти, дитячі сиротинці в роки Голодомору.

## Діяльність
Діяльність інституту охоплювала увесь спектр наукової діяльності – від архівного пошуку історичних джерел, їхнього атрибутування, аналізу, систематизації до оприлюднення результатів дослідження у вигляді монографій, наукових статей, тез конференцій, введення до наукового обігу виявлених архівних документів у формі збірників документів і матеріалів тощо. Значна увага приділялася й краєзнавчим дослідженням.
Співробітники інституту Інна Шугальова, Світлана Маркова, Ніна Лапчинська, Василь Марочко та інші (всього 14 провідних українських вчених) підготували перший в Україні навчальний посібник для вчителів історії та громадської освіти «Голодомор 1932—1933 років — геноцид української нації». Книга досліджує причини, обставини та наслідки Голодомору 1932–1933 років, а також масових штучно спричинених голодів 1921–1923 і 1946–1947 років. Історики пов’язують використання голоду як засобу масового знищення українців із їхньою боротьбою за національне визволення та створення незалежної держави. Окремі розділи присвячено політиці комуністичного тоталітарного режиму в переддень Голодомору. Автори викривають імена організаторів і виконавців цього злочину, показують, як саме здійснювався зловісний план Сталіна та його оточення. Видання містить багатий фактичний матеріал, доповнений документами, світлинами, статистикою та картами.
У 2021 році разом із співробітницею Інституту Інною Шугальовою Світлана Маркова підготувала монографію «Коли той світанок настане? Проєкти “світлого майбутнього” і “щасливого дитинства” від комуністичних творців Голодомору». Монографія написана на основі великої джерельної бази, відтворено катастрофічну ситуацію, яка склалася в дитячих будинках та інтернатах, простежено етапи формування совєцьких міфів «світлого майбутнього» і «щасливого дитинства», низка матеріалів про важке дитинство подільських дітей.
Дослідники Інституту досягли значного прогресу у викритті геноциду українців. Вони розробили геоінформаційну систему, що фіксує місця масових поховань жертв, зібрали численні свідчення, зокрема й за кордоном, які підтверджують факти масового знищення українського населення, та передали ці матеріали до слідчих органів для подальшого розслідування.